# Ecnomina scutica
Ecnomina scutica là một loài Trichoptera trong họ Ecnomidae. Chúng phân bố ở miền Australasia.